# The Queen (album Dalida)
The Queen è una raccolta postuma della cantante italo-francese Dalida, pubblicata nel 2003 da Universal Music France.
Raccoglie quindici brani in versione remix già precedentemente pubblicati.

## Tracce
1. Salma ya salama (Sueño flamenco) (versione ispano-egiziana, 1997)
2. Besame mucho (Paris filter, versione remix 2001)
3. Laissez-moi danser (versione remix 2001 by Cerrone)
4. Americana (versione remix 2001)
5. Flamenco "Oriental" (duo italo-egiziano del 1998)
6. Quand s'arrêtent les violons (versione remix 1998)
7. J'attendrai (Beach Tempo, versione remix 2001)
8. Io t'amerò (Tres palabras) (duo in spagnolo del 1998)
9. Petit homme (versione remix 2001)
10. Rio do Brasil (versione remix 2001)
11. Femme est la nuit (versione remix 1998)
12. Gigi in Paradisco (Paradisco Mix, versione remix 1997)
13. Génération Dalida (medley - versione remix 1995 di Génération 78)
14. Darla dirladada (versione remix 1996)
15. Là bas dans le noir (remix del 1996 del brano Gigi l'amoroso)